# Matjasz III Bal

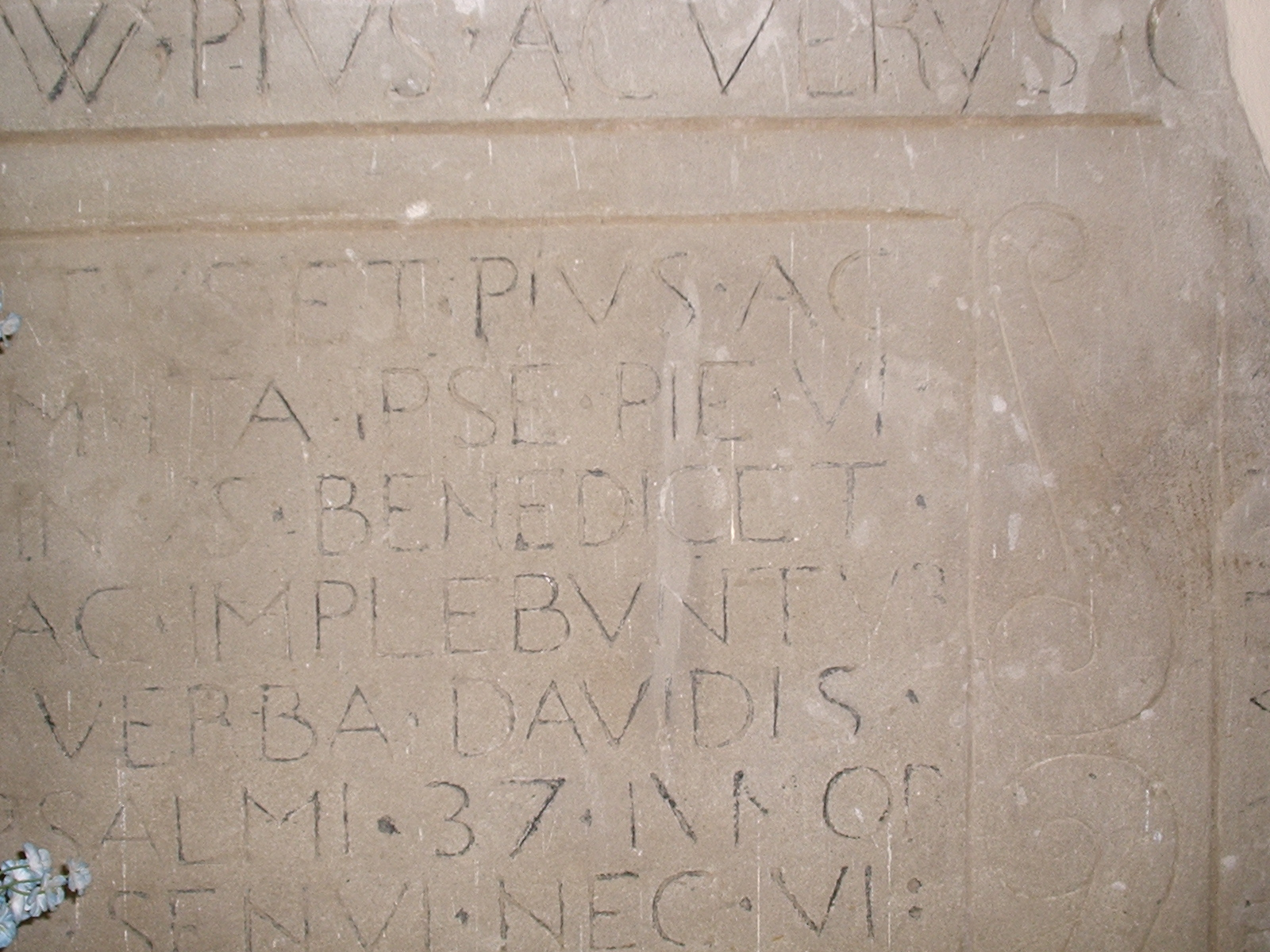
Płyta nagrobna Matjasza Bala

Matjasz Bal herbu Gozdawa (zm. ok. 1575) – szlachcic polski, krzewiciel kalwinizmu.
Syn podkomorzego sanockiego Mikołaja z Nowotańca i Heleny z Tęczyńskich. Wraz z bratem Stanisławem (po ojcu podkomorzym sanockim) przeszli na kalwinizm i byli jego aktywnymi krzewicielami. W rodzinnej Hoczwi osadzili kalwińskiego kaznodzieję Tyburcego Boryszowskiego. Po śmierci brata Matjasz nadal krzewił kalwinizm w dobrach należących do rodziny Balów. Matjasz aż do śmierci w 1575 pozostał gorliwym wyznawcą kalwinizmu. Jego piaskowcowa płyta nagrobna znajduje się obecnie w katolickim kościele pw. św. Anny.